# کنسی ناکاشیما
کنسی ناکاشیما (انگلیسی: Kensei Nakashima؛ زادهٔ ۲۳ اوت ۱۹۹۶) بازیکن فوتبال اهل ژاپن است.
از باشگاه‌هایی که در آن بازی کرده‌است می‌توان به باشگاه فوتبال یوکوهاما مارینوس اشاره کرد.